# Bodo Wolf (Energiewirtschaftler)
Bodo Max Wolf (* 4. Mai 1940 in Breslau; † 28. Februar 2024) war ein deutscher Energiewirtschaftler und Unternehmer. Bekannt wurde er vor allem durch seine Vision von klimaneutral erzeugtem Diesel.

## Leben
Nach einer abgeschlossenen Ausbildung als Ingenieur und Ingenieurökonom der Fachrichtungen Gaswirtschaft, Gaserzeugung und Energetik promovierte er auf dem Gebiet der Verfahrenstechnik der Grundstoffindustrie zum Dr.-Ing. mit einer Dissertation über das thermodynamische System Eisen, Kohlenstoff, Wasserstoff, Sauerstoff mit dem Ziel der Wasserstofferzeugung. Bodo Wolf war ab 1960 als Ingenieur in der Kohle- und Energiewirtschaft tätig, davon 15 Jahre in der Produktion, 20 Jahre in der industriellen Forschung und Entwicklung und seit 1990 als selbständiger Unternehmer.
Als Erfinder meldete er industriell genutzte Patente an. Seine Vision war die industrielle Nutzung der Fotosynthese. Er sah den natürlichen Kohlenstoffkreislaufprozess als Schlüssel zum Klimaschutz an. Nur der Anteil freigesetzter Energie, den dieser Prozess nicht binden könnte, erwärme die Erdoberfläche. Als dritte Generation erneuerbarer Brenn- und Kraftstoffe bezeichnete er die Speicherung solar oder regenerativ gewonnener Energie über chemische Energieträger mithilfe von Kohlendioxid und Wasser. Er machte sich für einen Lehrstuhl über Energetik in der Biosphäre stark, weil er die These vertrat, die aktuelle Klimaforschung greife zu kurz. Physiker, die einen CO2-bedingten Treibhauseffekt als Erderwärmung beschreiben, verkürzten seiner Auffassung nach das Thema. Nicht die Erde erwärme sich, sondern die Biosphäre mit ihren Lebensbereichen Luft, Wasser und Boden. Bei der Verbrennung von Biomasse werde die vor Millionen von Jahren gespeicherte Sonnenenergie freigesetzt. Wolf trat für einen Kohle-Öl-Gas-Nutzungsstopp ein. Man müsse „aufhören, potenzielle Energie aus fossilen Brennstoffen in fühlbare Wärme freizusetzen“, sondern stattdessen die aktuelle Sonnenenergie nutzen. Weil Kohle, Öl und Gas die Stützen der Weltwirtschaft seien, stelle die Energiewende die „größte gesellschaftliche Transformation in der Menschheitsgeschichte“ dar.

## Unternehmertum
Wolf gründete die UET GmbH mit dem Ziel der Entwicklung und Herstellung erneuerbarer synthetischer Kraftstoffe aus Biomasse und Wasser, nach erfolgreicher Demonstration mit der Alpha-Anlage mit der Firmengruppe Choren Industries übergeleitet an Daimler-Chrysler, VW und Shell. Ab 2005 baute er die bw-energiesysteme-Firmengruppe mit den Firmen thermea. Energiesysteme GmbH, EA EnergieArchitektur GmbH, EA Systems Dresden GmbH, SunFire GmbH und NACOMPEX GmbH auf. Ein Produkt dieser Firmengruppe ist unter anderen synthetischer Diesel.

## Veröffentlichungen
- Wasserstoff aus Biomasse. In: BWK Energie-Fachmagazin. Band 54, Nr. 12, 2002.
- Über die Umwandlung von Sonnenenergie in erneuerbare synthetische Kraftstoffe. In: Joachim Bücheler (Hrsg.): Praktische Visionen. Festschrift zum 60. Geburtstag von Hermann Scheer. Ponte, Bochum 2004, ISBN 3-920328-48-5.
- mit Hermann Scheer: Öl aus Sonne – Die Brennstoffformel der Erde. Ponte, Bochum 2005, ISBN 3-920328-49-3.

## Auszeichnungen und Ehrungen
- Deutscher Solarpreis[4]
- Umweltpreis der DaimlerChrysler AG
- Ehrentitel „Ökomanager des Jahres 2005“ verliehen vom WWF und der Zeitschrift Capital[5]
- Dr.-Bodo-Wolf-Straße auf dem Choren-Werksgelände in  Freiberg[6]